# 1599년
1599년은 금요일로 시작하는 평년이다.

## 연호
- 명(明) 만력(萬曆) 27년
- 일본(日本) 게이초(慶長) 4년
- 후 레 왕조(後黎朝) 꽝흥(光興) 22년
- 막 왕조(莫朝) 끼엔통(乾統) 7년

## 기년
- 류큐(琉球) 쇼네이왕(尚寧王) 11년
- 명(明) 신종 만력제(神宗 萬曆帝) 27년
- 조선(朝鮮) 선조(宣祖) 32년
- 후 레 왕조(後黎朝) 세종(世宗) 27년

## 탄생
- 2월 13일 - 제237대 로마의 교황 교황 알렉산데르 7세. (~1667년)
- 4월 25일 - 영국의 군인, 정치인 올리버 크롬웰. (~1658년)
- 5월 22일 - 플랑드르의 화가 안토니 반 다이크. (~1641년)
- 6월 6일 - 에스파냐의 화가 디에고 벨라스케스. (~1660년)

### 미상
- 조선 중기의 왕족 수양령. (~1650년)

## 사망
- 7월 6일 - 조선의 중기의 문신, 군인, 정치인 권율. (1537년~)